# Fraccionamiento independiente de la masa
El fraccionamiento de isótopos independiente de la masa se refiere a cualquier proceso químico o físico que actúa en la separación de isótopos en el que la cantidad de separación no guarda proporción con la diferencia de las masas características de los isótopos. La mayoría de los procesos de fraccionamiento isotópico (incluyendo los típicos fraccionamiento cinético y fraccionamiento de equilibrio) están causados por los efectos de la masa de un determinado isótopo en las velocidades atómicas o moleculares de los procesos de formación, difusividades o fuerzas de vínculo. Los procesos de fraccionamiento independientes de la masa son menos comunes, ocurriendo principalmente en procesos fotoquímicos y en reacciones de espín prohibidas. El estudio de esta fracción de materiales se suele usar para localizar estos tipos de reacciones en la naturaleza y en experimentos de laboratorio.

## Fraccionamiento independiente de la masa en la naturaleza
Los ejemplos más notables del fraccionamiento independiente de la masa en la naturaleza se encuentran en los isótopos del oxígeno y del azufre. El primer ejemplo fue descubierto por Robert N. Clayton, Toshiko Mayeda y Lawrence Grossman en 1973, en la composición isotópica del oxígeno de la inclusiones refractarias ricas en calcio y aluminio del meteorito Allende. Estas inclusiones (que pueden estar entre los materiales sólidos más antiguos del sistema solar), muestran patrones muy bajos de las relaciones 18O/16O y 17O/16O en relación con las muestras de la Tierra y de la Luna. Ambas proporciones varían en la misma cantidad en las inclusiones, a pesar de que la diferencia de masa entre 18O y 16O es casi dos veces más grande que la diferencia entre 17O y 16O. Originalmente esto fue interpretado como una evidencia de una mezcla incompleta con el material rico en 16O (creado y distribuido por una gran estrella en forma de supernova) a través de la nebulosa solar. Aun así, medidas recientes de la composición isotópica de los átomos de oxígeno contenidos en el viento solar (utilizando las muestras recogidas por la aeronave Génesis) muestran que la mayoría de las inclusiones ricas en 16O son similares a la composición de la mayor parte del sistema solar. Esto implica que la Tierra, la Luna, Marte y los asteroides, están formados con materiales ricos en 18O y 17O. La disociación fotoquímica del monóxido de carbono en la nebulosa solar ha sido propuesta como el mecanismo que  puede explicar este fraccionamiento isotópico.
El fraccionamiento independiente de la masa también ha sido observado en el ozono. Considerables enriquecimientos (del orden del 1:1) de 18O/16O y 17O/16O en el ozono se han descubierto en experimentos de síntesis de laboratorio por John Heidenreich y Mark Thiemens en 1983, y más tarde se han encontrado en muestras estratosféricas de aire analizadas por Konrad Mauersberger. Estos enriquecimientos eran eventualmente detectados en el "proceso de reacción de tres cuerpos" para la formación del ozono.
O + O2 → O3* + M → O3 + M*
Cálculos teóricos realizados por Rudolph Marcus y otros sugieren que este enriquecimiento es el resultado de una combinación de efectos isotópicos cinéticos dependientes e independientes de la masa, implicando el estado excitado del O3* con productos intermedios de reacción relacionados con algunas propiedades inusuales de simetría molecular. Para la formación del ozono sustituido con un átomo de oxígeno pesado en la posición terminal de la molécula, una elevada diferencia respecto a la energía de punto cero produce enriquecimientos notables de las diferencias de masa entre 18O, 17O, y 16O. Para la formación del ozono sustituido con un átomo de oxígeno pesado en la posición central de la molécula (o no sustituida), el relativamente corto período de vida del O3* intermedio no permite una distribución estadística de energía para todos los grados de libertad, resultando una distribución de isótopos independiente de la masa.

### Fraccionamiento independiente de la masa del azufre
El fraccionamiento independiente de la masa del azufre puede ser observado en sedimentos antiguos, donde se conserva como una manifestación de las condiciones medioambientales prevalecientes de otras épocas. La creación y transferencia de isótopos irregularmente concentrados a minerales en formación, no es exclusiva de una atmósfera con contenido de oxígeno abundante, obligada por la oxidación masiva de la atmósfera que se produjo hace unos 2.450 millones de años. Con anterioridad a esta etapa, el registro fósil muestra que las bacterias reductoras de sulfatos no desempeñaron un papel significativo en el ciclo del azufre global, y que las señales del fraccionamiento independiente de la masa del azufre es debida principalmente a cambios en la actividad volcánica.